# Ophiactis balli
Ophiactis balli is een slangster uit de familie Ophiactidae. De wetenschappelijke naam van de soort werd in 1840 gepubliceerd door Charles Wyville Thompson.

## Beschrijving
Ophiactis balli is een kleine slangster met opvallend gestreepte armen met wijd uit elkaar geplaatste roodbruine banden. De schijf is bedekt met rode schubben, waarvan sommige kleine stekels dragen. Er zijn 4-6 armstekels, de onderste enigszins afgeplat. Het dorsale oppervlak van de arm draagt een reeks grote platen en er is een enkele tentakelschaal. Het centrale lichaam heeft een diameter van 5 mm met armen die ongeveer 6 keer de schijfdiameter zijn.

## Verspreiding en leefgebied
Ophiactis balli komt onder andere voor aan de zuid- en westkust van de Britse Eilanden en Noordzeekusten tot ver naar het zuiden als Northumberland en Durham aan de oostkant. Het wordt verspreid gevonden aan de Scandinavische kusten in het noorden tot de Canarische Eilanden in het zuiden. Het is niet bekend van Groenland of de Amerikaanse kust. Deze soort wordt over het algemeen aangetroffen in spleten of tussen ongewervelde dieren, waar het lichaam verborgen is met de armen uitgestrekt in het water. Het is kenmerkend voor blootgestelde of matig blootgestelde rotsachtige situaties, vooral op kalksteen.